# Banarhat Tea Garden
Banarhat Tea Garden é uma vila no distrito de Jalpaiguri, no estado indiano de Bengala Ocidental.

## Demografia
Segundo o censo de 2001, Banarhat Tea Garden tinha uma população de 14 431 habitantes. Os indivíduos do sexo masculino constituem 52% da população e os do sexo feminino 48%. Banarhat Tea Garden tem uma taxa de literacia de 55%, inferior à média nacional de 59,5%; com 59% para o sexo masculino e 41% para o sexo feminino. 14% da população está abaixo dos 6 anos de idade.